# 長野県松本平広域公園
長野県松本平広域公園（ながのけんまつもとだいらこういきこうえん）は、長野県松本市と塩尻市にまたがって位置する都市公園（広域公園）である。

## 概要
運動施設が多く充実している。施設は長野県が所有し、TOY BOX（松本土建株式会社、株式会社アイネット、株式会社コンフォール、ルピナ中部工業株式会社による共同事業体）が指定管理者として管理・運営を行っている。公園の敷地は松本空港の全周を取り囲んでおり、愛称は信州スカイパークである。松本市と塩尻市に跨っているため両市の境界線が公園内に入り組んでいる。

## 施設

### 陸上競技場
第33回国民体育大会の主会場のために松本運動公園陸上競技場として1977年（昭和52年）9月に開場。座席はメインスタンドのみで、その他は芝生席となっている。長野県陸上競技協会が主催する陸上競技大会に使用されている。老朽化により2028年（令和10年）開催予定の第82回国民スポーツ大会・第27回全国障害者スポーツ大会に向け、2020年（令和2年）より「松本平広域公園陸上競技場整備事業」が始っている。
- 日本陸上競技連盟第一種公認(2023年現在は建て替えのため公認廃止している）
- トラック：400 m x 9レーン
- 観客席：20,500人（スタンド収容人数　6,500人／芝生席　14,000人）
- 大型電光表示板

### やまびこドーム
同地は元々、初代・松本市営野球場があった箇所だが、施設の老朽化が進んだため1989年（昭和64年）1月1日に、同市の別の場所・浅間温泉に設置されていた旧長野県営松本野球場（現在の松本市野球場＜2代目＞の箇所）と施設・土地の相互交換を行うこととなり、初代・松本市営野球場は県の所有地となり、球場は廃止されることが決まった。その跡地や、周辺の土地に総合運動公園「松本平広域公園」が建設されることとなり、そこの屋内多目的体育館として整備された。アリーナ部は砂入人工芝である。
- 運動会（1周200mトラック設置可能）
- テニス（9面）
- 少年サッカー（1面）
- ゲートボール（10面）
- ソフトボール・少年野球（1面：両翼65ⅿ　一般の野球は硬式・軟式とも使用不可）
- その他屋内球技（バレーボール・バスケットボール他、コンサート・展示に使用可能）

### その他
- 補助競技場（陸上競技場に隣接するサブグラウンド）
- 芝生グラウンド（総合球技場に隣接するサブグラウンド）
- 球技場
- 体育館（信州スカイパーク体育館）
- 相撲場
- 庭球場
- マレットゴルフコース
- ウォーキングコース（フルコース10km、ハーフコース4.5km）

など

## アクセス

### 電車
- JR篠ノ井線・大糸線 松本駅より約9キロ[3]。
- JR篠ノ井線 村井駅より約4.7キロ、徒歩で1時間30分[4]。
- JR中央本線・篠ノ井線 塩尻駅より約9キロ[3]。

### バス
松本バスターミナルより
- 松本電鉄バス空港・今井線に乗車[3]。
  - 総合球技場へは「神林」停留所[5]または「上二子口」停留所[4]下車、ともに徒歩で約20分。
  - やまびこドームへは「やまびこドーム前」停留所下車[3]。
  - 陸上競技場等の競技スポーツゾーンへは「信州スカイパーク体育センター」停留所下車[3]。

※ 土休日は信州まつもと空港までの運行となるため、「信州まつもと空港」停留所で下車し歩いていく必要がある。
JR篠ノ井線 平田駅より
- 松本市西部地域コミュニティバス南松本・山形線に乗車。
  - 総合球技場へは「権現原」停留所下車、徒歩で約20分。

JR篠ノ井線 村井駅より
- 松本市西部地域コミュニティバス村井・山形線に乗車。
  - 総合球技場へは「菅野簡易郵便局」停留所下車。
  - やまびこドームへは「やまびこドーム」停留所下車。
  - 陸上競技場等の競技スポーツゾーンへは「信州スカイパーク体育センター」停留所下車。

※ 総合球技場、やまびこドームとも空港・今井線に乗車していくよりわずかながら近い。
※ 所要時間はマピオンキョリ測による。マピオンキョリ測では上記の「神林」「上二子口」両バス停で下車した場合、およそ徒歩で約30分となる。
JR篠ノ井線 広丘駅より
- - 朝日村営バス朝日広丘線で「今井公園西」停留所下車。

※時間帯により通らない便があり注意。
高速バス 長野自動車道 長野道神林バス停より
- 総合球技場へは徒歩で約55分[4]。

※ 多少でも歩く時間を減らしたければ、「神林高速バス停前」停留所より松本電鉄バス：空港・今井線に乗車、上記の停留所で下車。

### 航空機
信州まつもと空港航空便
- 札幌線
- 神戸線
- 福岡線[3]

### 自動車
- 長野自動車道 松本インターチェンジより約8キロ（約20分）[3]。
- 長野自動車道 塩尻北インターチェンジより約3キロ（約15分）[3]。